# 特雷莫拉
特雷莫拉（法語：Trémolat，法語發音：[tʁemɔla]）是法国多尔多涅省的一个市镇，属于贝尔热拉克区。

## 地理
特雷莫拉（44°52'33"N, 0°49'50"E）面积14.03 平方千米，位于法国新阿基坦大区多爾多涅省，该省份为法国西南部内陆省份，是法國本土面积第三大的省，大致对应佩里戈尔地区，北起顺时针与夏朗德省、上维埃纳省、科雷兹省、洛特省、洛特-加龙省、吉倫特省和滨海夏朗德省接壤。
与特雷莫拉接壤的市镇（或旧市镇、城区）包括：珀聚勒、波纳、多尔多涅河畔阿勒、勒比松德卡杜安、卡莱斯、莫扎克和大卡斯唐。

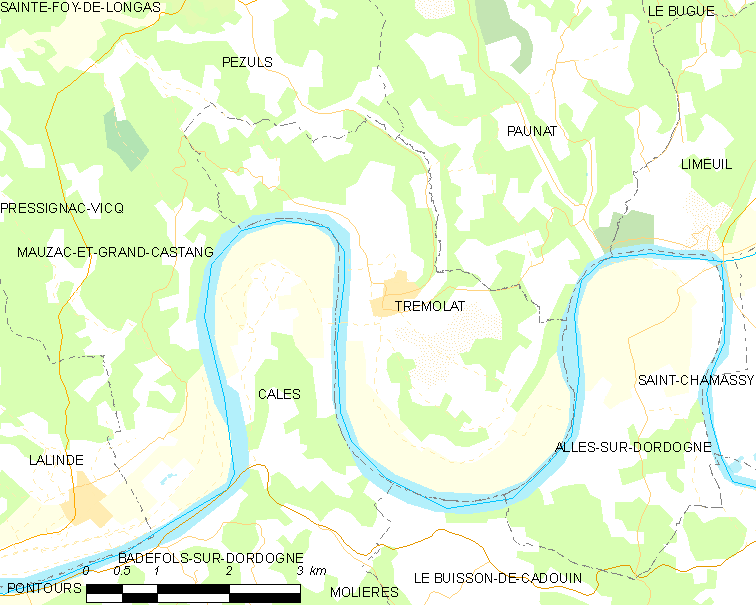
特雷莫拉的OSM定位图

特雷莫拉的时区为UTC+01:00、UTC+02:00（夏令时）。

## 行政
特雷莫拉的邮政编码为24510，INSEE市镇编码为24558。

## 政治
特雷莫拉所属的省级选区为中佩里戈尔县。

## 人口

1962-2008年间特雷莫拉人口变化图示

特雷莫拉于2022年1月1日时的人口数量为629人。